# 富馬話

付馬話，又稱富馬話、附馬話，是一種不確定隸屬關係的漢語變體，主要分布于中國海南省東方市四更鎮付馬村一带。
付馬話是一種以贛語、客家話成分為主體並摻有不少村話（仡隆語）、粵語、閩語的漢語變體，使用人口約1000多人。《昌化縣志》稱“附馬村”，據称村子原來養過許多馬，所以叫“富馬”或“附馬”。據1985年在東方市的調查，附馬村人數最多的文姓人之祖先是文天祥家鄉的部眾，因抗元失敗由江西遷徙至海南，定居于昌化江出海處附近，全村人口約一千多人。  
村民使用的語言與黎語、村語（仡隆語）、軍話都有很大的差別，为一種漢語變體，但有一些村語(仡隆語)的借词，如動植物和人體名稱等等。另外，多数情況为漢語個別吸收少數民族詞匯，但像付馬話成系統地吸收是少見的。  
從語音結構和基本詞匯來看，付馬話屬於摻有粵語的贛客方言，如白、大、近等字讀作送氣音與贛客方言同；“蛋”說“春”，“衣服”說“衫”，“罵”說“鬧”，“胖”說“肥”，“先去”說“去先”與粵語同；也有一些詞同於閩語，如“狗”叫“犬”，“芝麻”叫“油麻”，但整体而言，贛客方言的成分仍居多。